# Grahovo (Rožaje)
Pour les articles homonymes, voir Grahovo.
Grahovo (en serbe cyrillique : Грахово) est un village du nord-est du Monténégro, dans la municipalité de Rožaje.

## Démographie

### Évolution historique de la population
| 1948 | 1953 | 1961 | 1971 | 1981 | 1991 | 2003 |
| ---- | ---- | ---- | ---- | ---- | ---- | ---- |
| 166  | 196  | 217  | 174  | 196  | 249  | 236  |